# Aura (symptoom)
Een aura in de neurologie is het geheel van meestal kortdurende verschijnselen die het begin van een epileptische of migraineaanval vormen. Voluit spreekt men ook over een aura epileptica of epileptische aura. Zij is niet hetzelfde als een prodroom, dat als symptoom de ontwikkeling van een ziekteaanval uren tot soms dagen voor de daadwerkelijke aanval aankondigt en zeer geleidelijk en sluimerend ontstaat. Een aura ontwikkelt zich daarentegen niet geleidelijk, maar binnen enkele minuten en staat veel meer op de voorgrond dan een prodroom.
Epilepsiepatiënten bij wie een aura een aanval aankondigt, kunnen zich dankzij de aura in een veilige omgeving begeven om de aanstaande aanval af te wachten.
Bij migrainepatiënten die lijden aan migraine met aura gaan een of meer auraverschijnselen vooraf aan een eventuele hoofdpijnfase. Bij migraine heeft 99% van de patiënten visuele symptomen, zoals flikkeringen, zigzaglijnen, scotomen, en dergelijke. Ook treden bij 31% sensibele verschijnselen (zoals gevoelloosheid) en bij 18% fatische stoornissen op. Motorische uitvalsverschijnselen kunnen ook optreden in het kader van een aura. Inmiddels is duidelijk dat deze optredende hemiplegie bij sommige patiënten met migraine moet worden gezien in het kader van zeldzame migrainevormen als familiaire hemiplegische migraine (FHM) en sporadische hemiplegische migraine (SHM). De auraverschijnselen bij migraine kunnen elkaar afwisselen en duren elk bij definitie vijf tot zestig minuten.
Andere dan eerder genoemde auraverschijnselen die kunnen optreden zijn onder andere visuele en akoestische hallucinaties, déjà vu-gevoelens, plotselinge stemmingsveranderingen (naar depressieve toestand, woede of euforie).

## Etymologie
Het woord "aura" is afkomstig uit het Latijn, dat het woord weer als leenwoord van het Oudgrieks αὔρα  overnam. Het woord kent veel betekenissen. De meest gangbare vertaling luidt "koelte", "bries" of "luchtstroom" in zowel het Latijn als het Oudgrieks. Overdrachtelijk kan het woord ook in beide talen ook nog "geur" en in het Latijn "helder licht"/"glans" aanduiden. De Griekse arts Galenus gebruikte αὔρα al in de betekenis van aura epileptica.